# هارون معروف
هارون معروف (بالصومالية: Haaruun Macruuf) صحفي استقصائي صومالي شهير يقيم في واشنطن ويعمل لصالح إذاعة صوت أمريكا، عمل سابقا في وكالة أسوشيتد برس وهيئة الإذاعة البريطانية بي بي سي،شارك في تأليف كتاب "حركة الشباب من الداخل: التاريخ السري لأقوى حليف للقاعدة" 

## خلفية
حصل هارون معروف على الماجستير في الصحافة الدولية من جامعة لندن. 

## حرية الصحافة
أفادت منظمة العفو الدولية أن تهديدات وكالة المخابرات والأمن الوطني لهارون في أبريل 2020 كانت تهدف إلى ترهيبه ومضايقته. وأدانت السفارة الأمريكية في الصومال التهديدات ووصفت معروف بأنه "أحد أكثر الصحفيين الصوماليين احترافية واحتراما" كما أدان الرئيس الصومالي السابق حسن شيخ محمود تصرفات وكالة نيسا، قائلا إنها تظهر ميول ديكتاتورية. 